# Paavo Repo
Paavo Repo (ur. 5 stycznia 1927) – fiński biathlonista. Największe sukcesy w karierze osiągnął podczas mistrzostw świata w Umeå w 1961 roku. Wspólnie z Kalevim Huuskonenem i Anttim Tyrväinenem zdobył tam złoty medal w drużynie. Na tych samych mistrzostwach wywalczył też brązowy medal w biegu indywidualnym. W zawodach tych wyprzedzili go jedynie Kalevi Huuskonen i Aleksandr Priwałow z ZSRR. Były to jego jedyne starty na międzynarodowych imprezach tej rangi. Nigdy nie wziął udziału w igrzyskach olimpijskich. Nigdy też nie wystąpił w zawodach Pucharu Świata.

## Osiągnięcia

### Mistrzostwa świata
| Rok  | Miejscowość | Konkurencje | Konkurencje | Konkurencje | Konkurencje | Konkurencje | Konkurencje | Konkurencje |
| Rok  | Miejscowość | IN          | SP          | PU          | MS          | RL          | MR          | SR          |
| ---- | ----------- | ----------- | ----------- | ----------- | ----------- | ----------- | ----------- | ----------- |
| 1961 | Umeå        | 3.          | nd.         | nd.         | nd.         | 1.          | nd.         | –           |